# Ana María Saizar
Ana María Saizar (San Sebastián, 1924-Madrid, 19 de diciembre de 2013) fue una actriz de voz española.

## Trayectoria
Inició su carrera profesional como actriz de doblaje en 1948 en los Estudios Sevilla Film. Ya en la década de 1950, en Madrid comienza a trabajar en los grandes estudios de doblaje del país y concretamente, a partir de 1956, en Oro Films, donde se mantuvo hasta mediados de la década de 1980. Dobló al español la voz de algunas de las más importantes estrellas del cine de Hollywood de la época, como Sofía Loren, Anne Baxter en Eva al desnudo, Grace Kelly en Mogambo o Carole Lombard en La reina de Nueva York.
Para televisión, destacó su trabajo como Señorita Rottenmeier en la serie de dibujos animados Heidi (1975). Aunque también puso su voz a la Señorita Cassandra en La abeja Maya, Flor en Érase una vez... el hombre, Barbara Bain (Hellen Russell) en Espacio 1999, Doris Roberts (Mildred Krebbs) en Remington Steele o Peg Phillips (Ruth Miller) en Doctor en Alaska.
Se retiró a finales de la década de 1990.